# Bela Cerkev
Bela Cerkev – wieś w Słowenii, w gminie Šmarješke Toplice. W 2018 roku liczyła 118 mieszkańców.